# Mmutlana
Mmutlana – wieś w Botswanie w dystrykcie Central. Według spisu ludności z 2011 roku wieś liczyła 854 mieszkańców.